# Anne Krueger
 (décembre 2008).
Si vous disposez d'ouvrages ou d'articles de référence ou si vous connaissez des sites web de qualité traitant du thème abordé ici, merci de compléter l'article en donnant les références utiles à sa vérifiabilité et en les liant à la section « Notes et références ».
Anne Osborn Krueger, née le 12 février 1934 à Endicott, est une économiste américaine. Elle est la première femme directrice générale adjointe du Fonds monétaire international (FMI) du 1er septembre 2001 au 31 août 2006 et directrice générale par intérim du 4 mars au 7 juin 2004.

## Biographie
Diplômée d'Oberlin College, elle est docteur en économie de l'université du Wisconsin. Entre 1959 et 1982, elle est professeure à l'université du Minnesota.
En 1982, elle travaille pour la Banque mondiale comme vice-présidente chargée de l'économie et de la recherche. Elle devient la première femme vice-présidente de l'institution économique internationale. Elle est remplacée à ce poste en 1987 par Stanley Fischer. Elle est également professeur à l'université Duke.
En 1996, elle est nommée à la tête de l'American Economic Association. Titulaire de la chaire Herald L. et Caroline L. Ritch (sciences et humanités) au département d'économie de l'université Stanford, elle est aussi la directrice fondatrice du Centre de recherche sur le développement et les réformes économiques (Center for Research on Economic Development and Policy Reform) de cette université à partir de 1997, et membre associé de la Hoover Institution.
Le 1er septembre 2001, elle devient la première femme directrice générale adjointe du FMI et, à ce titre, elle assure l'intérim de la direction de l'organisation entre la démission de Horst Köhler, le 4 mars 2004, et la prise de fonction de Rodrigo Rato le 7 juin suivant. Elle quitte ses fonctions le 31 août 2006.
Elle est ensuite conseillère spéciale pour le gouvernement de l'Islande et professeur d'économie internationale à l'université Johns-Hopkins.

## Apports
Spécialiste de l'économie internationale et de l'économie du développement, c'est elle qui dans un article de 1974 (The Political Economy of the Rent-Seeking Society) forge le terme de recherche de rente.
Elle a proposé une réforme du FMI visant à en faire une sorte de tribunal des faillites un peu sur le modèle de ce que qui existe dans les pays pour les entreprises. Ce paradigme ne fût pas adopté par le FMI et endommagea sa crédibilité dans le milieu de la macro-économie. D'autres personnalités telles que Nouriel Roubini, Martin Wolf, et même le pape François, se sont exprimés en faveur d'un tel système.
Elle défend que l'import de biens ne se fait pas au détriment d'une production locale, mais génère des emplois autour des biens importés, et permet aux pays importateurs de s'approprier des biens à des prix compétitifs et de se concentrer sur une manufacture en ligne avec le niveau de sa propre main-d'œuvre disponible. Elle argumente également, dans le contexte des sanctions américaines de 2022 contre la Russie, que l'usage de sanctions économiques peut être bénéfique à court terme, mais peut mener à de profonds retournements dans l'échiquier mondial à moyen terme dans lesquels les pays imposant les sanctions peuvent se retrouver perdants.

## Activités éditoriales
- Reforming India's Economic, Financial and Fiscal Policies (2003, with Sajjid Z. Chinoy);
- Latin American Macroeconomic Reform: The Second Stage (2003, with Jose Antonio Gonzales, Vittorio Corbo, and Aaron Tornell);
- Economic Policy Reform and the Indian Economy (2003);
- A new approach to sovereign debt restructuring (2002);
- Economic Policy Reform: The Second Stage (2000); and
- The WTO as an International Organization (2000).

## Publications
- Anne O. Krueger, Biographical Information, copyrighted by the International Monetary Fund A, used under fair use; see IMF Copyright and Usage

- Anne O. Krueger Trade Policy and Economic Development: How We Learn The American Economic Review, Vol. 87, No. 1 (Mar., 1997), pp. 1–22